# Kallskål

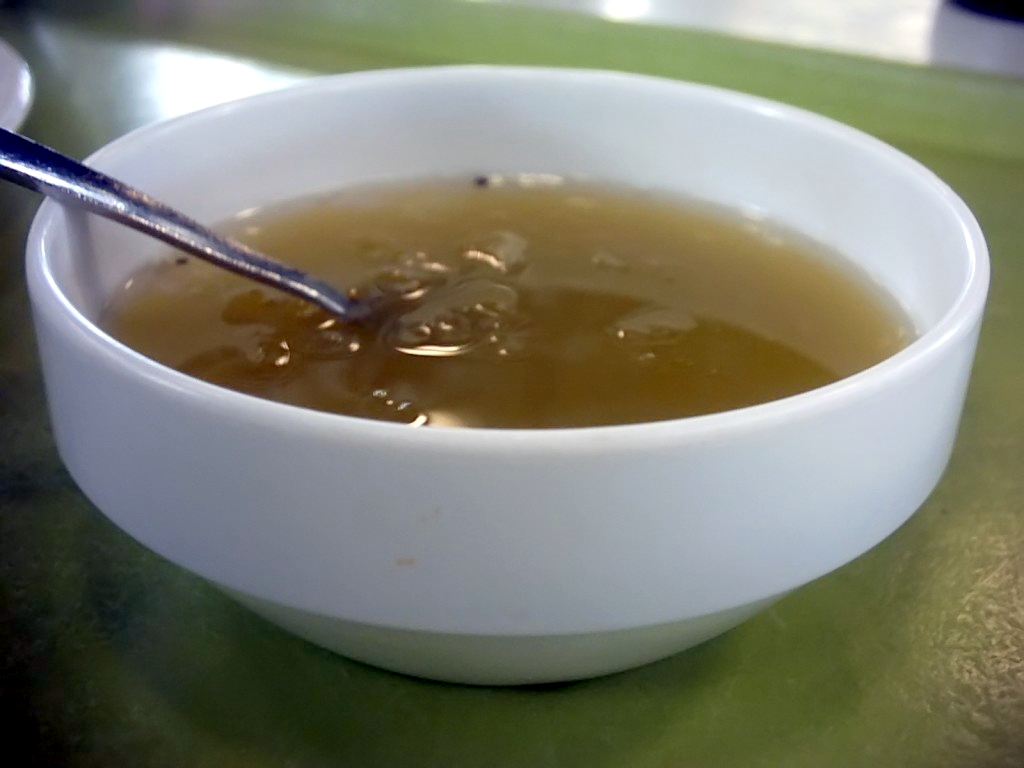
Tysk fruktkallskål med kiwismak.

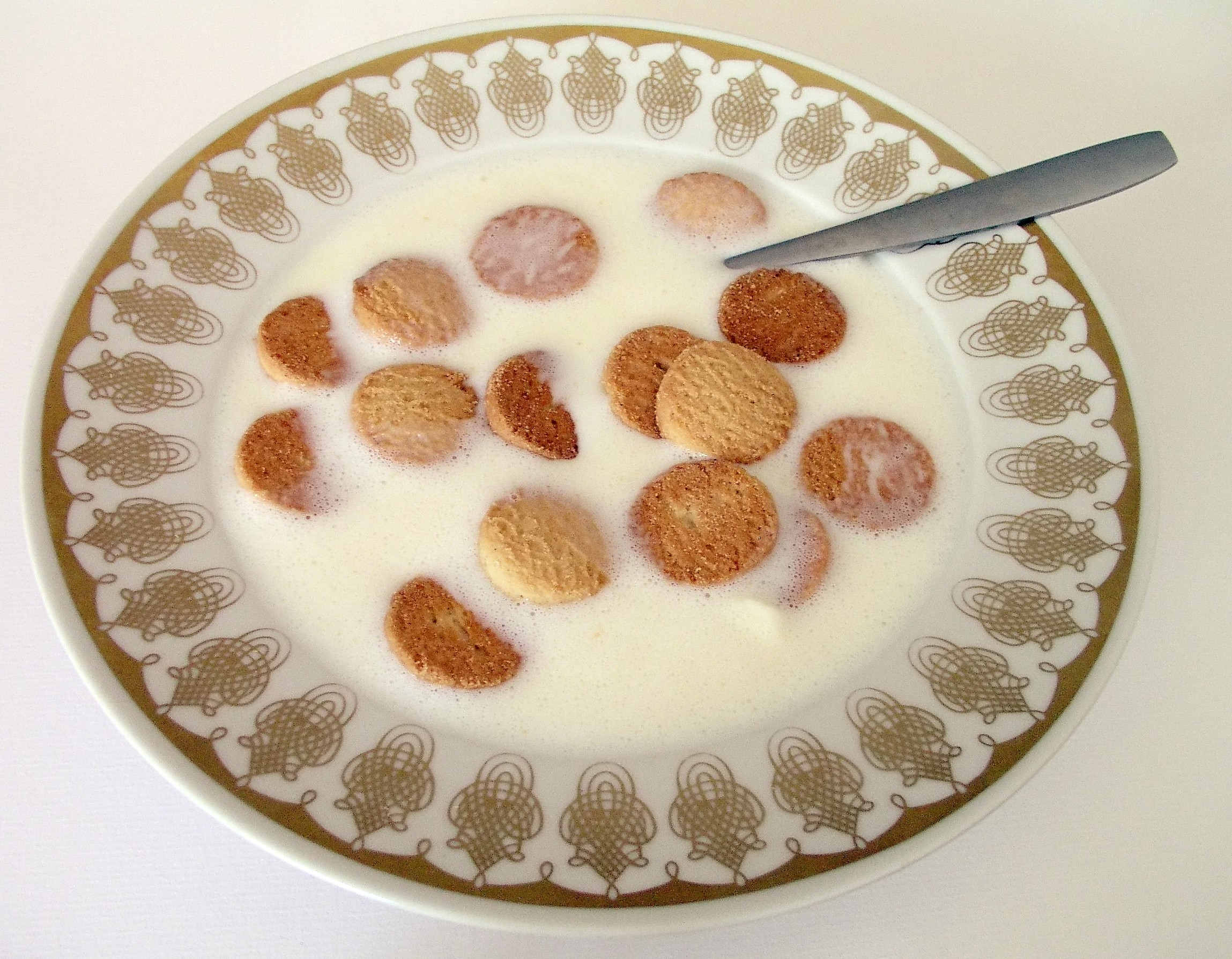
En portion kærnemælkskoldskål med kammerjunker.

Kallskål (danska koldskål, holländska kolde-scaal, tyska kalte Schale) är en maträtt som består av kall soppa. Kallskålen serveras kyld som en lättare måltid, främst under sommaren.
Den består oftast av vin (vitt eller rött) samt vatten, citron och socker. Gärna iläggs ett par isbitar för att få soppan ordentligt kyld. Som garnering i soppan serveras tunna citronskivor. I saftkallskål är vinet utbytt mot saft. I Tyskland görs kallskål även på öl med tillsats av rivet svart bröd och korinter.
I danska köket ingår kærnemælkskoldskål. Huvudingrediens är kärnmjölk, vilket i Sverige kan ersättas av filmjölk. Förutom kärnmjölk ingår äggula, citron och vaniljsocker.